# 华北日报
《华北日报》为中国国民党中央宣传部在北平出版发行的直属党报。与《西京日报》、《武汉日报》、《福建日报》等报刊与南京《中央日报》组成了系统的国民党党报的主力阵营。

## 历史
1929年元旦在北平创刊，社长李石曾，总编辑安馥音、沈君默。日出3大张12版。还出《华北画刊》、《现代国际》、《边疆周刊》等刊。
1930年3月1日至9日，因积极宣传南京国民政府“讨阎（锡山）”活动被北平地方军警當局严加检查，报纸前后出现15处“天窗”。3月18日中原大战爆发后，被阎锡山派军队封闭，10月10日复刊。1933年5月31日，国民党政府与日本侵略者签订《塘沽协定》，实际上承认了日本对东北、热河的占领，华北门户洞开，国民党北平市党部撤离。此时，官办的《华北日报》不得不进行改组，走向企业化。1933年秋， 《华北日报》总编辑换上了留法归来的陈国廉。
抗战胜利后，1945年10月1日在北平复刊，国民党中央宣传部驻平津特派员张明炜任社长，1949年1月下旬飞台湾。1949年2月1日停刊。1949年2月2日范长江率队接管位於王府井的《华北日报》社，改为《人民日报》（北平版）。